# Казинка (Андроповский район)
Кази́нка — село в Андроповском районе (муниципальном округе) Ставропольского края России.

## Этимология
По данным ставропольского учёного-краеведа В. Г. Гниловского, название села Казинка Андроповского района «связывают с большим количеством коз, водившихся здесь в прежнее время». Учёный также высказал предположение, что подобное «происхождение имеет и название села Казинки, Шпаковского района, основанного в 1844 г. переселенцами из центральных губерний».
Другие варианты наименования — Казинка (Казинское), Казинское.

## География
Село расположено в верховьях реки Казинка (бассейн Кубани), в степной зоне Ставропольской возвышенности, в 17 км западнее районного центра Курсавка.

## История
В 1867 году на одном из отрогов Казинской балки обосновались несколько семей эстонцев, переселившиеся в 1874 году на место современного села Подгорное, а на их месте поселились русские переселенцы из Полтавской, Екатеринославской, Воронежской, Черниговской и Курской губерний. По другим данным село основано в 1869 году. В списке на 1871 год оно значится как эстонское поселение Пятигорского уезда.
В 1900 году в селе, входившем в состав Александровского уезда Ставропольской губернии, насчитывалось 543 двора, проживало 4,7 тысячи жителей. Земля входила во владения князя Джанибека и хана Тахтамыша Султан-Гирея.
В 1910 году житель села Казинка А. П. Алейников при вспашке своего огорода нашёл клад, состоявший из 19 золотых украшений, выполненных в скифско-сарматском зверином стиле. По одним данным, обнаруженные Алейниковым предметы могли быть датированы 2—1 веками до нашей эры, по другим — 5—4 веками до нашей эры. В настоящее время находка, получившая название «Казинский клад», хранится в Государственном Эрмитаже.
До 16 марта 2020 года село было административным центром Казинского сельсовета.

## Население
| 1870  | 1874  | 1881  | 1897  | 1900  | 1903  |
| ----- | ----- | ----- | ----- | ----- | ----- |
| 1500  | ↘836  | ↗1073 | ↗4408 | ↗4700 | ↘4438 |
| 1910  | 1926  | 1939  | 1959  | 1970  | 1979  |
| ↗5511 | ↘4082 | ↘1869 | ↘1464 | ↘1225 | ↗1511 |
| 1989  | 1999  | 2002  | 2008  | 2010  | 2011  |
| ↘1350 | ↗1420 | ↘1395 | ↘1355 | ↗1405 | ↘1342 |
| 2014  | 2021  |       |       |       |       |
| ↗1400 | ↘1169 |       |       |       |       |

Национальный состав
В 1870 году в селе проживали эстонцы.
По данным переписи 2002 года в национальной структуре населения преобладают русские (82 %).

## Инфраструктура
- Дом культуры[21]
- Библиотека. Открыта 27 мая 1936 года[22]
- Врачебная амбулатория
- Отделение связи
- АТС
- Село газифицировано
- Кладбище № 1 села Казинка. Расположено в северной части села примерно в 1,7 км от дома № 1 по улице Курсавской. Площадь 20000 м²[23]

## Образование
- Детский сад № 10[24]
- Детский сад № 11 «Рябинушка»[25]
- Средняя общеобразовательная школа № 4[26]. Открыта 1 сентября 1875 года[27]
- Средняя общеобразовательная школа № 15[28]
- Детский оздоровительно-образовательный (профильный) центр «Солнечный»[29]

## Экономика
Предприятия сельского хозяйства. В селе имеются школа, Дом культуры с библиотекой, детсад, врачебная амбулатория, отделение связи, АТС. Село газифицировано.

## Происшествия
Оползень размером приблизительно 350 х 400 метров, высота первой ступени 15 метров, второй — 6,8.